# Ботрель, Янник
Янник Ботрель (фр. Yannick Botrel) — французский политик, сенатор, член Социалистической партии.

## Биография
Родился 9 декабря 1951 года в поселке Пабю (департамент Кот-д’Армор). По профессии специалист по птицеводству, Янник Ботрель в 1995 году был избран мэром коммуны Бурбриак, после чего дважды, в 2001 и 2008 годах, переизбирался на этот пост. В 1992 году был избран в Генеральный совет департамента Кот-д’Армор от кантона Бурбриак. В 1998 году сохранил мандат советника и был избран вице-президентом Генерального совета.
Увлекается историей и археологией; стал инициатором создания журнала «История и археология земель Аргоат» (Аргоат — внутренняя часть Бретани, в отличие от морского побережья Армор). В 2002 году он опубликовал книгу об истории епископства Трегье, а позже сборник старинных открыток «Бурбриак ранее».
В сентябре 2008 года Янник Ботрель был выдвинут в Сенат Франции и получил большинство голосов на выборах сенаторов от департамента Кот-д’Армор. В сентябре 2014 года он возглавил левый список на очередных выборах в Сенат и привел его к победе, сохранив мандат сенатора. В Сенате является членом комиссии по финансам.

## Занимаемые выборные должности
03.1977 — 06.1995 — член совета коммуны Бурбриак 

18.06.1995 — 29.03.2014 — вице коммуны Бурбриак 

29.03.1992 — 01.10.2011 — член Генерального совета департамента Кот-д’Армор от кантона Бурбриак

01.04.1998 — 10.2008 — вице-президент Генерального совета департамента Кот-д’Армор 

с 01.10.2008 — сенатор от департамента Кот-д’Армор 